# География Москвы

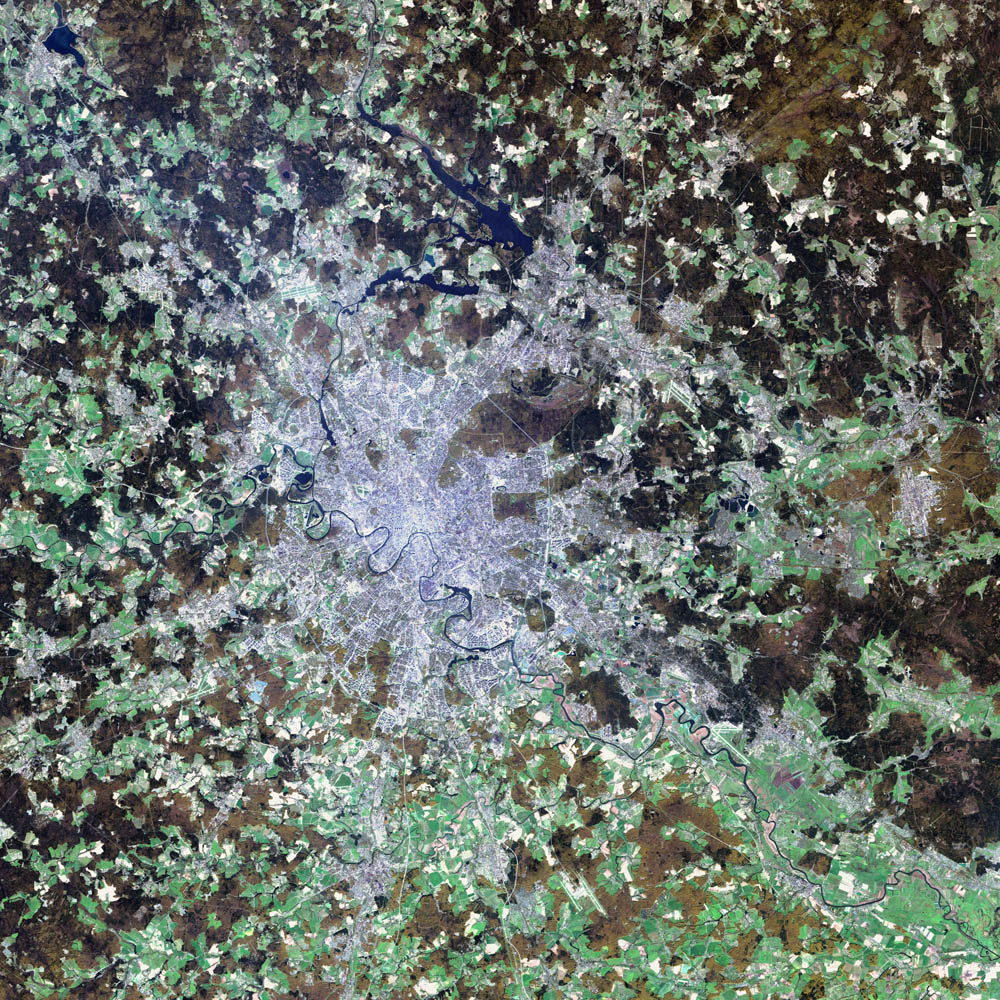
Вид Москвы и пригородов со спутника.

География Москвы — описание (физико-географический очерк) местонахождения и территории города Москва.
Москва находится в центральной части Восточно-Европейской равнины, в междуречье Оки и Волги, на средней высоте 180 метров над уровнем моря. На юго-западе граничит с Калужской областью.
Город стоит на реке Москве, возвышаясь над нею на 30-35 метров. Рельеф столицы Российской Федерации — России не однороден, он представлен невысокими холмами и низменными песчано-глиняно-известняковыми участками, на которых заметны небольшие моренные поднятия.
Наиболее высокие точки рельефа расположены в юго-западной части столицы, куда заходит Теплостанская возвышенность (максимальная высота — 255 метров), и в северо-западном районе (в районе Химкинского водохранилища), где простираются оконечности южного склона Московской возвышенности. Самые низкие участки городского рельефа находятся на востоке и юго-востоке столицы, куда заходят окраины Мещерской низменности.
На территории Москвы и Московской области насчитывается множество различных водоёмов: маленьких озёр, ручьёв и речек, большая часть которых впадает в Москву-реку. В пределах городской черты крупнейшую водную артерию столицы питают реки Яуза, Сетунь, заключённые в коллекторы мелкие речушки Неглинная, Пресня и другие. Москва-река пересекает столицу в направлении с северо-запада на юго-восток и тянется в пределах городской черты почти на 80 километров, образуя несколько излучин.
Город окружен лесопарковым поясом, причем там ещё отчасти сохранилась естественная растительность. Здесь преобладают сосновые леса, произрастающие на песчаных дерново-подзолистых почвах, встречаются также торфяные болота.
Особенности московского рельефа во многом обусловлены активной человеческой деятельностью: на протяжении многих веков местное население вносило изменения в окружающую природу, о чём свидетельствует наличие так называемого культурного слоя, состоящего из переработанного грунта и остатков старых фундаментов и мостовых, и достигающего в центральных районах города 10-20 метров.

## Географическое положение
Москва находится в центре европейской части России, в междуречье Оки и Волги, на стыке Смоленско-Московской возвышенности (на западе), Москворецко-Окской равнины (на юге) и Мещёрской низменности (на юго-востоке). Территория города до 1 июля 2012 года составляла 1081 км², что делало его самым маленьким по площади субъектом Российской Федерации. При этом основная часть (877 км²) находилась внутри кольцевой автомагистрали (МКАД), остальные 204 км² — за кольцевой автодорогой. В 1959г площадь Москвы была 379,4км². В 1979г площадь была 878,7км² После присоединения 2 новых округов площадь территории города увеличилась почти в 2.4 раза и составила 2561,5км² или 256 150га  . В сентябре 2014 года в честь 867-летия Москвы специалисты Московского государственного университета геодезии и картографии (МИИГАиК) определили координаты географического центра Москвы (по центру масс всех частей города, с учётом Зеленограда): 55,558741° с. ш., 37,378847° в. д. (55°33ʹ31,46ʺ с. ш., 37°22ʹ43,84ʺ в. д.)
Средняя высота над уровнем моря составляет 186 м. Наивысшая точка находится на Теплостанской возвышенности и составляет 255 м. Протяжённость Москвы (без учёта чересполосных участков) с севера на юг в пределах МКАД — 38 км, за пределами МКАД — 51,7 км, с запада на восток — 29,7 км.

### Продолжительность светлого времени суток

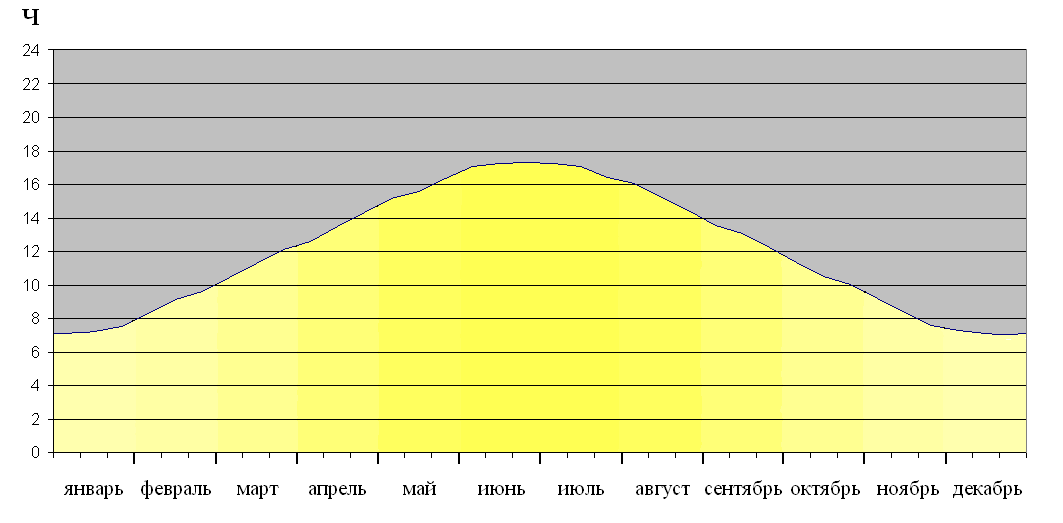
Продолжительность светового дня

Географическим положением Москвы обусловлена продолжительность дня в течение года. Она колеблется от 7 часов 00 минут 22 декабря до 17 часов 34 минут 22 июня. Максимальная высота солнца над горизонтом — от 11° 22 декабря до 58° 22 июня. В полночь 22 декабря солнце стоит на 58 градусов под горизонтом, а в полночь 22 июня — на глубине немного меньше -11°. В северной части города 22 июня день продолжается 17 часов 37 минут, а 22 декабря — 6 часов 56 минут. Таким образом, разница между продолжительностью дня в году составляет 10 часов 41 минуту на севере города, 10 часов 34 минуты — на юге. В дни равноденствия день в Москве длится 12 часов 15 минут, что является средней продолжительностью дня за год. В старой части Москвы, вследствие её более северного положения, летом световой день чуть дольше, чем на присоединённых территориях, а зимой — короче. В дни солнцестояний разность в продолжительности светового дня между крайними районами Москвы достигает 5—7 минут. Так, 22 июня солнце восходит в районе Медведково в 3 часа 43 минуты, а в поселении Роговское — только в 3 часа 50 минут. 22 декабря заход солнца в Медведково наблюдается в 15 часов 57 минут, а в Роговском — в 16 часов 03 минуты. Однако, летом вечером и зимой утром линия терминатора проходит с северо-востока на юго-запад, следовательно, летом закат, а зимой рассвет и в старой, и в новой частях города наступают одновременно.
Вблизи дня летнего солнцестояния (22 июня), солнце не опускается ниже −12°, а 21-22 июня опускается под горизонт лишь в среднем на -10,6° , и ночь состоит лишь из гражданских и навигационных сумерек (в период примерно с 4 июня до 10 июля), при отсутствии облачности в стороне Солнца видна тусклая, но заметная полоса зари.. Таким образом, астрономическая ночь (высота солнца меньше −18°) не наступает. Тем не менее такого освещения недостаточно для нормальной жизнедеятельности человека, потому что астрономические сумерки (высота Солнца от −12° до −18°) неотличимы от ночи, поэтому улицы нуждаются в искусственном освещении, и считается, что так называемых белых ночей в Москве нет, хотя небо остаётся тёмно-синим, а не чёрным, как, например, на юге России. Неполные ночи на широте Москвы длятся с 6 мая по 8 августа, 95 суток в году солнце не опускается ниже −18°, и полной ночи не наступает.
Самый тёмный месяц в году — декабрь. В первой половине зимы в 7 часов 45 минут утра, за 1 час 15 минут до восхода солнца при облачной погоде не видно никаких признаков рассвета, которые начинаются с этого времени, а восход солнца происходит примерно в 9 часов утра, при этом в 16 часов солнце заходит, и к 17 часам 15 минутам при пасмурном небе темнеет полностью. Самые поздние начало утренних сумерек, рассвет и восход солнца в Москве (в 9 часов) наблюдается 29 декабря, поэтому, хотя самый короткий день наблюдается 22 декабря, 5 января солнце восходит в то же время, как и в день зимнего солнцестояния — в 8 часов 58 минут. Соответственно, самый ранний закат (в 15 часов 56 минут) случается в середине декабря—17 числа, и в день зимнего солнцестояния солнце заходит уже в 15 часов 58 минут. А 31 декабря солнце опускается за горизонт лишь в 16 часов 06 минут. Хотя прибывать световой день начинает уже с самого конца декабря, хорошо это заметно начинает быть только в начале февраля.
| Время суток | Янв (ч) | Фев (ч) | Мар (ч) | Апр (ч) | Май (ч) | Июн (ч) | Июл (ч) | Авг (ч) | Сен (ч) | Окт (ч) | Ноя (ч) | Дек (ч) |
| ----------- | ------- | ------- | ------- | ------- | ------- | ------- | ------- | ------- | ------- | ------- | ------- | ------- |
| День        | 7,9     | 9,7     | 11,9    | 14,3    | 16,3    | 17,4    | 16,8    | 14,9    | 12,7    | 10,5    | 8,4     | 7,2     |
| Ночь        | 16,1    | 14,3    | 12,1    | 9,7     | 7,7     | 6,6     | 7,2     | 9,1     | 11,3    | 13,5    | 15,6    | 16,8    |

### Гидрология
Город располагается на обоих берегах реки Москвы в её среднем течении. Помимо этой реки, на территории города протекает несколько десятков других рек, наиболее крупные из которых — притоки Москвы, в частности Сходня, Химка, Таракановка, Пресня, Неглинная, Яуза и Нищенка (левые), а также Сетунь, Котловка и Городня (правые). Многие малые реки (Неглинная, Пресня и др.) в пределах города протекают в коллекторах.

## Физико-географический обзор
Москва расположена на стыке трёх природных областей с разными видами ландшафтов. На юго-западе — Теплостанская ледниковая возвышенность, оканчивающаяся у Москвы-реки Воробьёвыми горами. На востоке и юго-востоке — Мещёрская низменность. На севере — Клинско-Дмитровская моренная гряда. Для каждой из областей характерен свой уникальный рельеф. Воробьёвы горы изрезаны водными потоками и там много оврагов, балок и глубоких долин. Мещёрская низменность отличается довольно плоским рельефом и заболоченностью.
Большая часть города расположена в пределах моренной и флювиогляциальной равнин с широкими речными долинами, имеющими пойму и надпойменные террасы (реки Москва, Яуза и др.).
Территорию Москвы почти сплошным чехлом покрывают разнообразные четвертичные отложения — ледниковые, водно-ледниковые, речные, озёрные и другие образования, местами достигающие мощности 50-60 м.
Гидрогеологические условия территории Москвы определяются положением в пределах Московского артезианского бассейна, характеризующегося чередованием водоносных горизонтов и слабо-проницаемых глинистых пластов. В районе Москвы безнапорные и слабонапорные горизонты четвертичных, меловых и юрских отложений сменяются высоконапорными горизонтами каменноугольных, девонских, нижнепалеозойских и докембрийских пород.

## Климат
Климат Москвы — умеренно континентальный. Город расположен в умеренном тепловом и климатическом поясе. Осадков в среднем выпадает 540—650 мм в год, хотя в отдельные годы выпадало и 300, и 900 мм. Ветры в Москве возможны любых направлений, но в тёплое время года преобладают юго-западные, а в холодное — северо-западные.

## Почвы
Естественный почвенный покров, представленный главным образом дерново-подзолистыми почвами, практически сохранился только в отдельных немногих местах, не затронутых городским строительством.
На водоразделах между притоками реки Москвы к югу и востоку от Кремля под сосновыми лесами были развиты преимущественно лёгкие по гранулометрическому составу дерново-подзолистые почвы. К северу и западу — в основном суглинистые и глинистые подзолистые почвы под еловыми и елово-широколиственными лесами. По долинам р. Москвы и её притоков были распространены плодородные аллювиально-луговые и лугово-заболоченные почвы. В центре Москвы естественный почвенный покров сменился строительно-культурным слоем мощностью до 2-3 м, а местами особенно вдоль р Москвы, образовался собственно культурный слой значительной мощности. В целом на большей территории современного города естественный и окультуренный почвенный покров не сохранился.
К территориям, где в той или иной степени сохранился естественный почвенный покров, относятся лесопарки Битцевский, Яузский, Лосиноосторовский, Измайловский, Кузьминский и другие, парки Сокольники, Кусково, заповедные участки Главного Ботанического Сада, лесной дачи Тимирязевской Сельскохозяйственной Академии и др. Здесь наряду с дерново-подзолистыми почвами под елово-широколиственными лесами встречаются почвы без признаков оподзоливания, относимые к бурым лесным и буро-псевдоподзолистые. Естественный почвенный покров, представленный дерново-подзолистыми почвами на морене, сохранился на Воробьевых горах и некоторых других местах.

## Флора
Положение города в подзоне хвойно-широколиственных лесов во многом определило типы естественной растительности. В Москве сходятся сосновые леса Мещёрской низменности, дубравы и липняки, еловые и елово-широколиственные леса. Со временем они были сильно вырублены, и сейчас лесные массивы расположены очень неравномерно. В пределах Кольцевой линии метро практически отсутствуют крупные парки. Только ближе к окраинам расположены массивы Измайловского, Царицынского, Битцевского и других лесопарков. В растительном покрове Москвы доминируют искусственные насаждения (скверы, сады, бульвары).

## Справочная информация
| С-З | Санкт-Петербург ~ 618 км / ~ 696 км Великий Новгород ~ 486 км /~ 538 км Тверь ~ 161 км /~ 177 км             | Архангельск ~ 998 км /~ 1291 км Вологда ~ 403 км /~ 459 км Ярославль ~ 234 км /~ 264 км                            | Киров ~ 787 км /~ 943 км Кинешма ~ 323 км /~ 401 км Иваново ~ 239 км /~ 302 км                                            | С-В |
| З   | Смоленск ~ 375 км /~ 414 км Витебск ~ 479 км /~ 543 км Минск ~ 687 км /~ 750 км Варшава ~ 1156 км /~ 1462 км | Роза ветров | Владимир ~ 173 км /~ 187 км Нижний Новгород ~ 393 км /~ 427 км Казань ~ 720 км /~ 830 км Владивосток ~ 6974 км /~ 9207 км | В   |
| Ю-З | Калуга ~ 152 км /~ 173 км Брянск ~ 343 км /~ 401 км Киев ~ 747 км /~ 898 км                                  | Липецк ~ 376 км /~ 459 км Воронеж ~ 463 км /~ 529 км Харьков ~ 642 км /~ 749 км Ростов-на-Дону ~ 952 км /~ 1092 км | Тамбов ~ 413 км /~ 463 км Саратов ~ 729 км /~ 853 км Волгоград ~ 907 км /~ 966 км Астрахань ~ 1284 км /~ 1404 км          | Ю-В |